# 보 스타
보 스타(Beau Starr, 1944년 9월 1일 ~ )는 미국의 텔레비전 배우, 영화배우이다.
퀸스에서 태어났다.

## 출연 작품
- 지구 최후의 날: 외계의 습격 (2006, Final Days of Planet Earth)
- 스위트 룸 (2005년) - 잭 스카글리아 역
- 신데렐라 맨 (2005년)
- 마이 네임 이즈 타니노 (2002년)
- 살인의 법칙 (2001년)
- 레이건 저격 사건 (2001년)
- 내야의 천사들 (2000년)
- 씬 블루 라이 (2000년)
- 머시 (2000년)
- 프리즈너 오브 러브 (1999년)
- 킬링 스틸 (1999년)
- 커럽터 (1999년)
- 멘 (1997년)
- 후드럼 (1997년)
- 문샤인 하이웨이 (1996년)
- 블루 데블 (1995년)
- 스트레인저 (1995년)
- 데드 에어 (1994년)
- 살인 재판 (1994년)
- 스피드 (1994년)
- 스나이퍼 (1993년)
- 조슈아 트리 (1993년)
- 살인 비젼 (1991년)
- 철인 무적 (1991년)
- 데드 싸일런스 (1991년)
- 좋은 친구들 (1990년) - 미스터 힐, 헨리의 아버지 역
- 리렌트리스 (1989년)
- 할로윈 5 (1989년) - 쉐리프 역
- 특수 기동대 트럭원 (1989년)
- 7월 4일생 (1989년)
- 할로윈 4 (1988년)
- 썸머 스쿨 (1987년)
- 5인의 특공대 (1985년)
- 탐정수첩 (1983년)
- A 특공대 (1983년)
- 더 폴 가이 (1981년)

### 텔레비전
- 마스터즈 오브 호러 - 제니퍼 편 (2005년)